# 溶杆菌目
溶杆菌目（学名：Lysobacterales）為γ-變形菌綱的一目细菌。此目的模式属为溶杆菌属(Lysobacter)。

## 下级分类
本目包括以下科：
- 溶杆菌科 Lysobacteraceae Christensen and Cook, 1978
- 罗丹诺杆菌科 Rhodanobacteraceae Naushad et al., 2015